# انتخابات الرئاسة الأمريكية 1964
الانتخابات الرئاسية الأمريكية 1964 هي الانتخابات الرئاسية الأمريكية التي جرت في 3 نوفمبر 1964، لانتخاب رئيس الولايات المتحدة، فاز بالانتخابات ليندون جونسون، حصل على 43127041 صوت.

## معرض صور

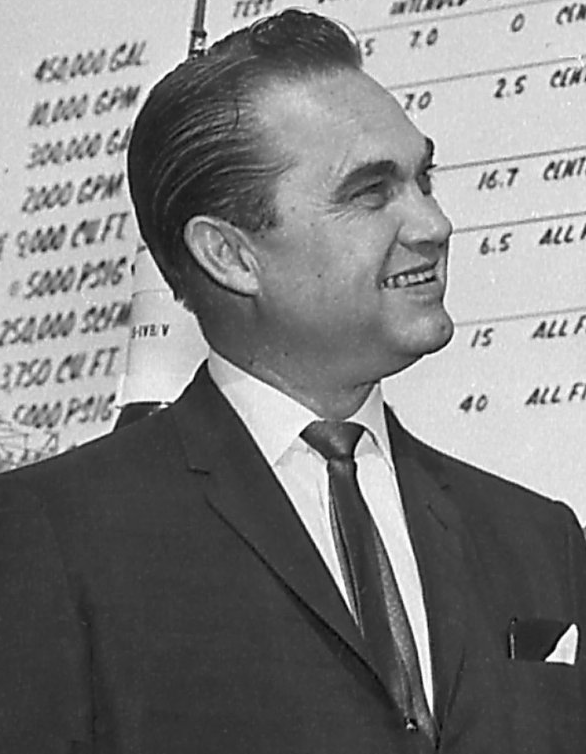
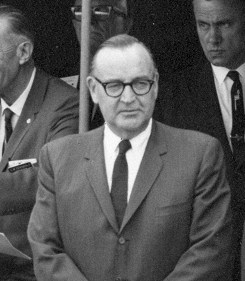
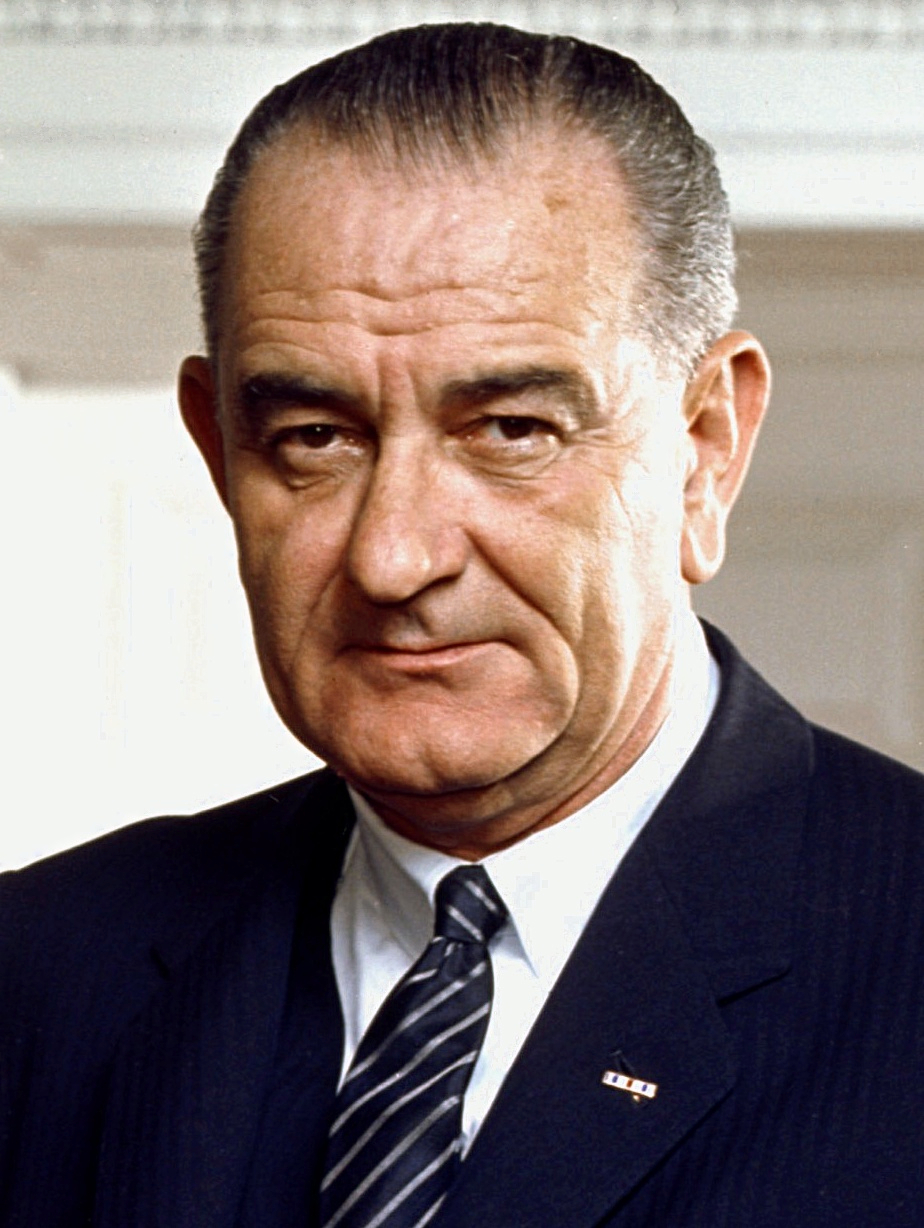
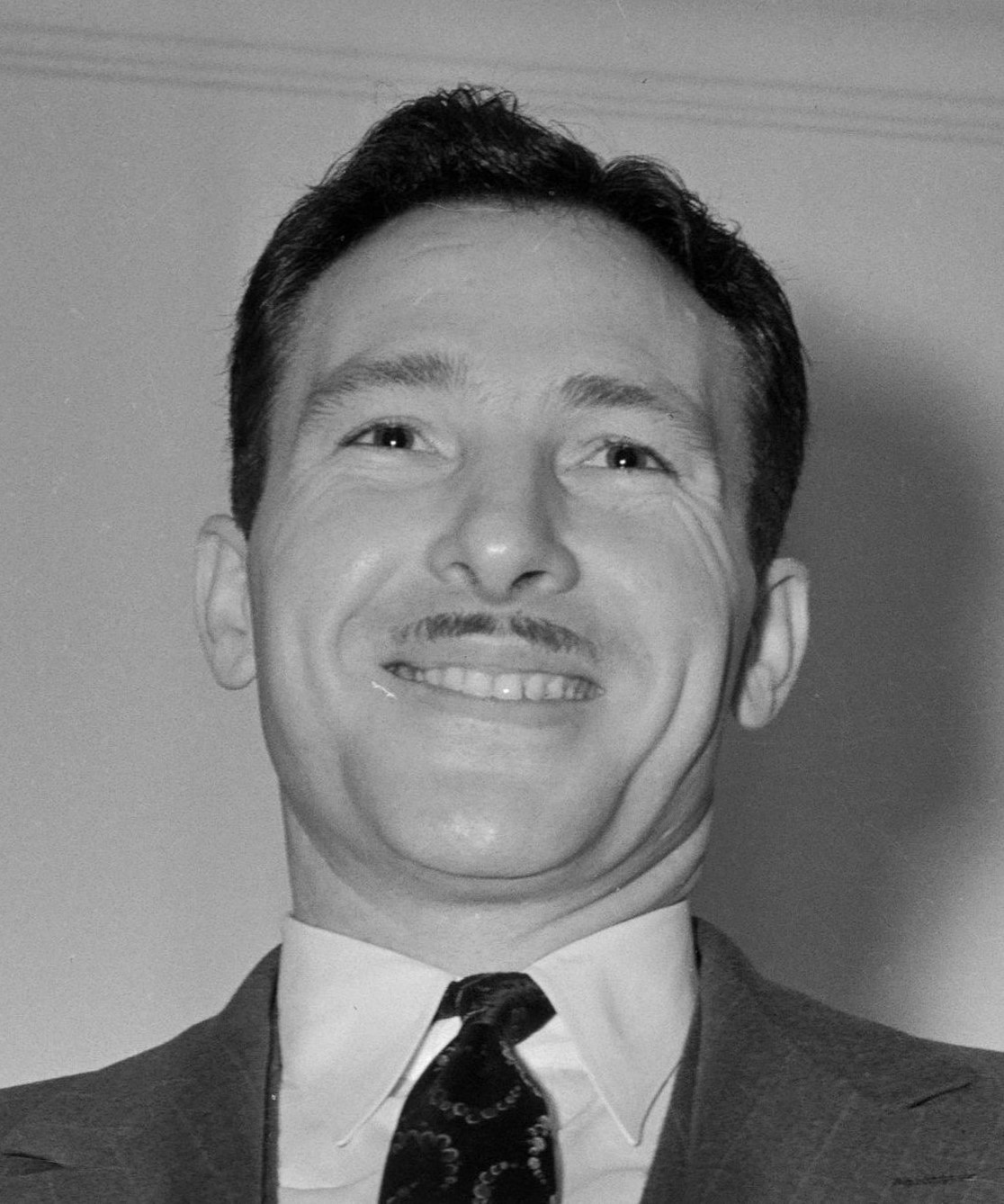

## المرشحين
| المرشح        | الحزب | عدد الأصوات |
| ------------- | ----- | ----------- |
| ليندون جونسون |       | 43,127,041  |
| باري جولدواتر |       | 27,175,754  |